# 阿尔泰香叶蒿
阿尔泰香叶蒿（学名：Artemisia rutifolia var. altaica）为菊科蒿属下的一个变种。